# Tesuquea hawleyana
Tesuquea hawleyana är en fjärilsart som beskrevs av Alexander Barrett Klots 1936. Tesuquea hawleyana ingår i släktet Tesuquea och familjen Carposinidae. Inga underarter finns listade i Catalogue of Life.